# Bedong
Bedong is een stad in de Maleisische deelstaat Kedah.
Bedong telt 11.300 inwoners.